# Şehzade Mehmed Selim

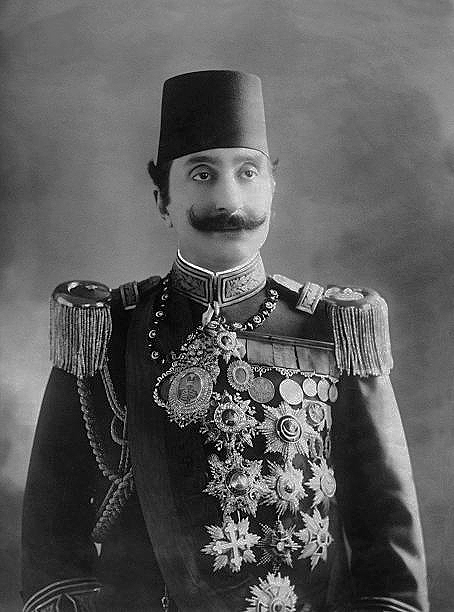
Porträt von Şehzade Mehmed Selim (1909)

Şehzade Mehmed Selim (osmanisch شہزادہ محمد سلیم; * 11. Januar 1870 in Konstantinopel (Istanbul); † 5. Mai 1937 in Jounieh) war ein osmanischer Prinz. Er war der älteste Sohn von Sultan Abdülhamid II. und dessen Frau Bedrifelek Kadın.

## Leben

### Frühes Leben und Ausbildung
Şehzade Mehmed Selim wurde 1870 im Dolmabahçe-Palast als Sohn von Sultan Abdülhamid II. und dessen zweiter Frau Bedrifelek Kadın geboren. Die Mutter war eine Tochter des Prinzen Kerzedzh Mehmed Bey. Er war der älteste Sohn und das zweite Kind seines Vaters und das erste Kind seiner Mutter. Seine Schwester Zekiye Sultan war zwei Jahre jünger als er, der Bruder Şehzade Ahmed Nuri war acht Jahre älter als er.
Im Jahr 1877 zog Selim mit weiteren Mitgliedern der Sultansfamilie in den Yıldız-Palast, nachdem Abdülhamid II. nach der Thronbesteigung am 7. April 1877 dorthin gezogen war.
Seine frühe Ausbildung erhielt er bei Baha Efendi in der Prinzenschule im Yıldız-Palast, gemeinsam mit seinem jüngeren Halbbruder Şehzade Mehmed Abdülkadir und Sultan Abdülaziz’ Sohn Abdülmecid. Nach seinem Abschluss schrieb er sich an der osmanischen Militärakademie ein. Er diente als Brigadegeneral eines Infanterieregiments, und wurde später zum General befördert. Zu dieser Zeit lebte er in einer Villa auf dem Gelände des Yıldız-Palastes.
Der Schriftsteller Halid Ziya Uşaklıgil, der Selim nach Sultan Mehmed V. Thronbesteigung im Jahr 1909 traf, beschrieb ihn als kleinen Mann, der stets angespannt war und unter einem nervösen Zittern litt.

### Aufstieg zum Thronfolger
Am 27. April 1909 wurde Abdülhamid II. als Sultan abgesetzt und in das Exil nach Thessaloniki verbannt. Selim blieb in Istanbul musste aber mit der Familie den Yıldız-Palast verlassen. Mit seinem jüngeren Bruder Şehzade Ahmed kam er im Haus der Schwester Zekiye Sultan unter, bis ihm ein Wohnhaus in Serencebey zugewiesen wurde.
Als Thessaloniki 1912 an Griechenland fiel, kehrte Abdülhamid nach Istanbul zurück und lebte im Beylerbeyi-Palast, wo er 1918 starb. Nach Sultan Mehmeds Tod im Juli 1918 bestieg sein jüngerer Bruder Mehmed VI. den Sultansthron und Selim stieg zum Thronfolger auf. Im Jahr 1919 kursierten Gerüchte, dass eine Verschwörung zur Absetzung oder Ermordung von Sultan Mehmed VI. im Gange sei, um ihn durch Selim zu ersetzen.

### Leben im Exil
Nach dem Ende des Osmanischen Reiches im Jahr 1924 wurde die Sultansfamilie im März 1924 in das Exil gezwungen. Selim zog mit seiner Familie zuerst nach Damaskus und später nach Jounieh. Seine Sommer verbrachte er in Alayh südöstlich von Beirut.
Am 14. Januar 1925 erteilte er dem türkisch-jüdischen Anwalt Sami Günzberg die Vollmacht, Gebäude, Ländereien, Bergwerke und Konzessionen, die Abdülhamid auf türkischem Gebiet und anderswo hinterlassen hatte, von den Besatzern zurückzuerhalten. Im Jahr 1930 ergriffen osmanische Prinzen, die von Sultan Abdülhamid abstammten, die Initiative und wandten sich an die British Petroleum Company (BP), um einen Anteil an dem Öl zu erhalten, das aus den auf Abdülhamid registrierten Bohrlöchern in Mosul gefördert wurde, und klagten auf Rückgabe des Landes in Palästina, das dem Sultan gehört hatte. Angeführt wurde die Kläger von Selim. Doch Abdülmecid II. hatte ähnliche Prozesse angestrengt und diese gegensätzlichen Interessen führten schließlich zu Unstimmigkeiten zwischen den beiden. Im Jahr 1934 wandten sich seine Erben an das Gericht in Jaffa und beantragten die Berichtigung des neuen Katasters mit der Begründung, dass ihre Rechte an dem fraglichen Grundstück in dem Register nicht aufgeführt seien. Die Erben legten eine alte, vor 1908 ausgestellte Eigentumsurkunde für das Grundstück vor, die auf den Namen ihres Vaters lautete. Zu dieser Zeit war Selim in Syrien ansässig.
Bis Mitte der 1920er-Jahre fand die Idee, das kemalistische Regime zu stürzen und die Abschaffung des osmanischen Kalifats rückgängig zu machen, immer noch zahlreiche Unterstützer. Zu diesem Zeitpunkt hatten sich türkische und kurdische Anhänger der Monarchie auf Selim als zukünftigen Kalifen geeinigt. Von den Anhängern des Scheich-Said-Aufstandes wurde Selim 1925 zum Kalifen ausgerufen und die Freitagspredigt in der Großen Moschee von Diyarbakır wurde in seinem Namen gehalten. Frankreich verhinderte, dass sich die Rebellion auf Syrien ausbreitete, wo Selim sehr beliebt war. Der Prinz war in Syrien hoch angesehen und wurde vom Volk als „Sultan Selim“ bezeichnet. Das Haus, in dem er wohnte, wurde Kasrü'l-Melik („Haus des Herrschers“) genannt. Als Selim kein Geld mehr hatte, erlaubte ihm der armenische Hausbesitzer, jahrelang ohne Miete in dem Haus zu leben.
Mehmed Selim starb im Alter von 67 Jahren am 5. Mai 1937 in Jounieh. Er wurde in der Takiyya al-Sulaymaniyya in Damaskus bestattet.

## Ehen und Kinder
Selim war in erster Ehe mit Iryale Hanım (* 1870 in Sukhumi als Daryal Marşania) verheiratet. Sie war die Tochter des abchasischen Prinzen Ali Hasan Bey Marşania und der Prinzessin Fatma Horecan Aredba. Ihre ältere Schwester  Nazikeda Kadın war mit Sultan Mehmed VI. verheiratet. Im Jahr 1882 trat sie in den Dienst des Yıldız-Palastes ein und heiratete Selim im Jahr 1886. Das Paar bekam den Sohn Şehzade Mehmed (* 1887) und Nemika Sultan (* 1888). Iryale Hanım starb 1904 und wurde auf dem Yahya-Efendi-Friedhof im Stadtteil Beşiktaş bestattet.
Selims zweite Frau war Pervin Hanım, auch sie starb früh. In dritter Ehe war Selim mit Eflakyar Hanım verheiratet, einer Tochter des Malers Gazi Muhammed Bey. Auch sie starb früh. Ab 1905 war der Prinz mit der abchasischen Adligen Nilüfer Hanım verheiratet. Das Paar bekam den Sohn Şehzade Mehmed Abdülkerim, der 1906 geboren wurde. Nach der Scheidung im Jahr 1924 heiratete Nilüfer Hanım erneut. Sie starb 1957 und wurde auf dem Yahya-Efendi-Freidhof bestattet.
Eine weitere Frau Selims war Dürrüyekta Hanım. Sie war eine tscherkessische Adlige aus der Familie Karzeg und diente als Herrin (Hazinedar) der Sultanharems. Auch Leman Dilistan Hanım gehörte zu Selims Harem. Sie wurde in Sivas als Tochter eines Osman Bey geboren. Das Paar heiratete am 16. September 1918. Leman Dilistan Hanım starb am 1. Februar 1951 in Beirut. Weitere Haremsfrauen waren die Tscherkessin Gülnaz Hanım und Mevhibe Hanım.

## Auszeichnungen
- Hanedan-ı Âli Osman Nişanı[43]
- Nişan-i İftihar[43]
- İmtiyaz Nişanı[43]
- Osmanié-Orden[43]
- Mecidiye-Orden[43]
- İmtiyaz Madalyası in Silber[43][44]
- İmtiyaz Madalyası in Gold[43][44]
- Liakat-Medaille[43][44]
- Liakat-Medaille in Gold[6]
- Hicaz Demiryolu Medal in Gold<>[43][44]
- Griechische Kriegsmedaille in Gold[43][44]
- Marinemedialle in Gold[6][44]
- 1918: Großkreuz des Österreichisch-kaiserlichen Leopold-Ordens[45]

## Rezeption
In der 2017 ausgestrahlten Fernsehserie Payitaht Abdülhamid wurde Şehzade Mehmed Selim von dem türkischen Schauspieler İlker Kızmaz verkörpert.